# Douentza Airport
Douentza Airport är en flygplats i Mali.   Den ligger i regionen Mopti, i den centrala delen av landet, 600 km öster om huvudstaden Bamako. Douentza Airport ligger 304 meter över havet.
Terrängen runt Douentza Airport är varierad. Runt Douentza Airport är det glesbefolkat, med 13 invånare per kvadratkilometer. Närmaste större samhälle är Douentza, 3,3 km väster om Douentza Airport. Trakten runt Douentza Airport består i huvudsak av gräsmarker.